# Кіхіра Ріка
Рíка Кіхíра (яп. 紀平 梨花; нар. 21 липня 2002, Нісіномія, Японія) — японська фігуристка, що виступає в жіночому одиночному катанні. Дворазова чемпіонка чотирьох континентів (2019, 2020). Переможниця Фіналу Гран-прі (2018). Дворазова Чемпіонка Японії (2020, 2021), срібна призерка (2019), бронзова призерка (2018) Чемпіонату Японії. Срібна (2019) і бронзова (2021) призерка Командного чемпіонату світу (2019).
Станом на 16 березня 2023 року посідає 55-е місце в рейтингу Міжнародного союзу ковзанярів.
Кіхіра — перша в історії фігуристка-одиночниця, яка виконала каскад потрійний аксель-потрійний тулуп на змаганнях Міжнародного союзу ковзанярів. Вона також є першою фігуристкою в історії, яка отримала 83 бала за коротку програму.

## Спортивна кар'єра

### На рівні юніорів

#### Сезон 2016—2017
У вересні 2016 дебютувала на юніорських етапах Гран-прі, спочатку завоювала срібло в Остраві, потім в Любляні. У фіналі юніорського Гран-прі посіла четверте місце.

#### Сезон 2017—2018
Кіхіра розпочала сезон, вигравши золоту медаль на Asian Trophy у Гонконгу. У вересні завоювала срібло на етапі юніорського Гран-прі в Ризі, а у жовтні завоювала бронзу на юніорському етапі Гран-прі в Больцано. У Фіналі юніорського Гран-прі посіла четверте місце, виконавши потрійний аксель. В кінці року стала чемпіонкою Японії серед юніорів та бронзової медалісткою дорослого чемпіонату Японії. У березні 2018 року на Чемпіонаті світу серед юніорів посіла восьме місце.

### На рівні дорослих

#### Сезон 2018—2019
У сезоні 2018—2019 (в 16 років) дебютувала на дорослому міжнародному рівні, спочатку перемогла в серії челленджер «Меморіал Ондрея Непела» в Словаччині, а потім на двох етапах серії Гран-прі — японському NHK Trophy та французькому Internationaux de France, — забезпечивши собі місце в фіналі серії.

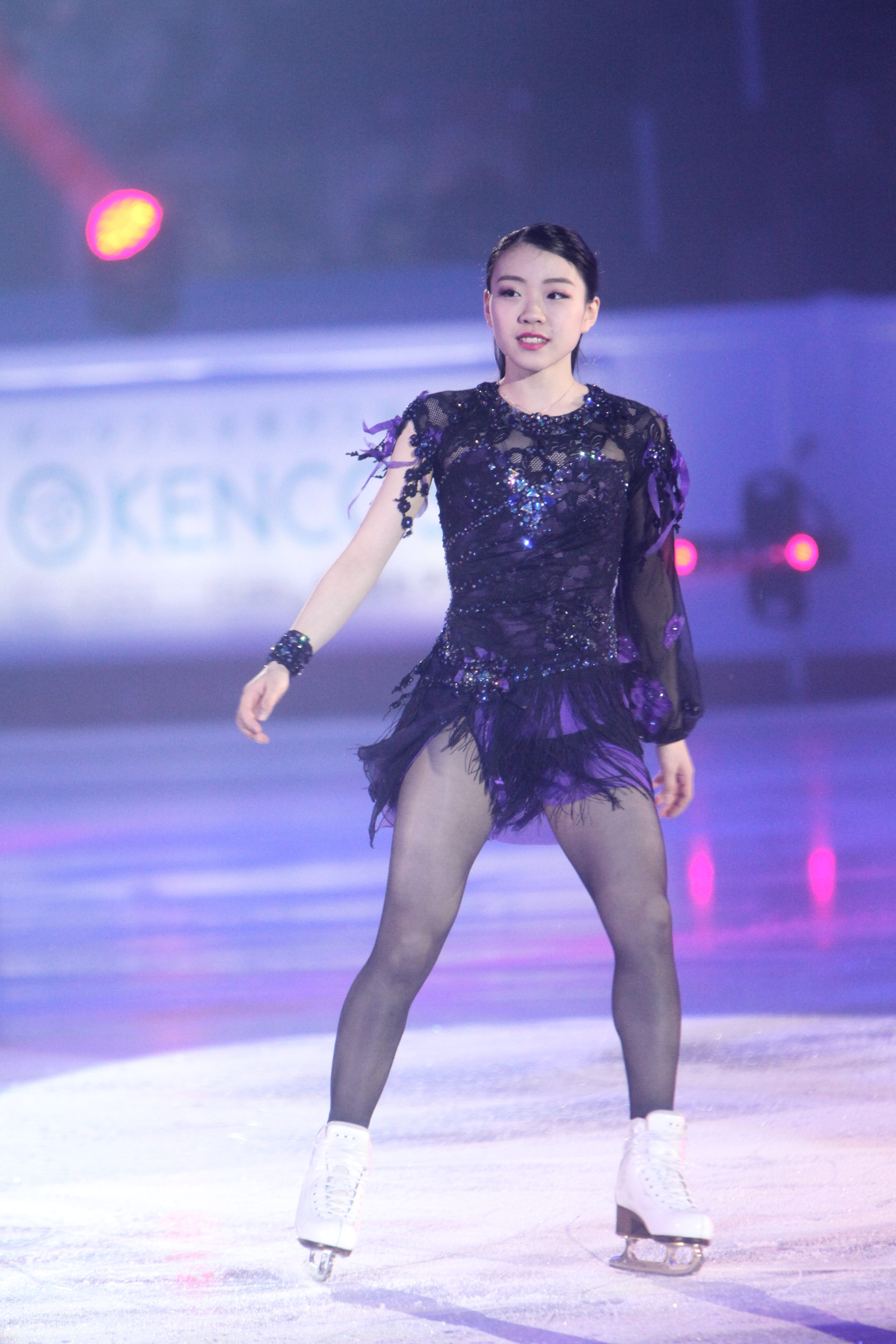
Ріка Кіхіра виступає з показовим номером на етапі Гран-прі Internationaux de France 2018

6 грудня в канадському Ванкувері брала участь в фіналі Гран-прі, де встановила в короткій програмі новий світовий рекорд, набравши 82,51 бала, і стала першою, обійшовши росіянку Аліну Загітову на 4,58 бала. Через дві доби виконала довільну програму, включивши в неї два потрійних акселя, один з яких був виконаний з помилкою і недокрутом, а інший — чисто, в каскаді з подвійним тулупом (вперше в історії фігурного катання). Ріка в сумі набрала 233,12 бала і стала переможницею фіналу Гран-прі, перемігши як в короткій, так і в довільній програмах.
У грудні завоювала срібло на чемпіонаті Японії, тим самим забезпечивши собі місце в складі збірної на Чемпіонаті чотирьох континентів 2019 і Чемпіонаті світу 2019.
Перемогла на Чемпіонаті чотирьох континентів 2019.
У лютому виступила на турнірі Challenge Cup в Гаазі. Після короткої програми посідала друге місце з 66,44 балами, в довільній програмі посіла перше місце з 141,90 балами. За підсумком здобула перемогу в турнірі з загальною сумою балів 208,34 . У березні виступила на Чемпіонаті світу 2019 року в місті Сайтама, після короткої програми посідала 7 місце з 70,90 балами. У довільній програмі посіла 2 місце з 152,59 балами, і за загальною сумою балів 223,49 в підсумку посіла 4 місце, програвши бронзовій призерці змагання Євгенії Медведєвій 0,31 бала.
У квітні виступила у складі збірної Японії на командному Чемпіонаті світу 2019 року в місті Фукуоці, де встановила новий світовий рекорд у короткій програмі — 83,97 бала. У довільній програмі посіла 5 місце з 138,37 балами, були допущені падіння з потрійного акселя, на якому технічна бригада знайшла недокрут, а також падіння і недокрут на другому стрибку в каскаді потрійний лутц-потрійний тулуп . У складі збірної команди Японії завоювала срібло турніру.

#### Сезон 2019—2020
У вересні 2019 року Кіхіра виступила на канадському турнірі серії «Челленджер» Autumn Classic International. Чисто виконавши коротку програму, вона посіла проміжне перше місце з 78,18 балами. У довільній програмі також посіла перше місце з 145,98 балами і за підсумком завоювала золото цього турніру з 224,16 балами. Потім виступила на етапах серії Гран-прі: у жовтні на Skate Canada, у листопаді на NHK Trophy, на яких здобула дві срібні медалі, тим самим забезпечивши собі місце в фіналі серії. На початку грудня виступила в Фіналі Гран-прі, де посіла посіла 4 місце. 

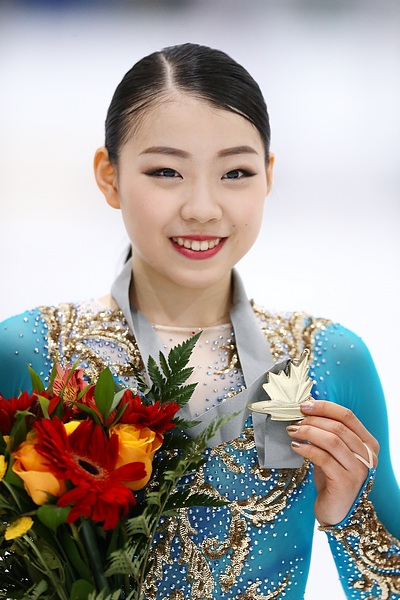
Ріка Кіхіра на 2019 Autumn Classic International

На Чемпіонаті Японії виграла коротку і довільну програми, ставши першою у загальному заліку.
У лютому брала участь у Чемпіонаті чотирьох континентів. Вигравши коротку і довільну програми, Кіхіра стала першому в загальному заліку з найкращим результатом сезону — 232,34 бала. На цьому змаганні Кіхіра стала першою, хто виконав дванадцять потрійних стрибків на міжнародних змаганнях.
Потім вона виграла International Challenge Cup 2020, знову набравши у загальному заліку понад 230 балів.
Кіхіра мала взяти участь у Чемпіонаті світу 2020 в Монреалі, але змагання було скасовано через пандемію коронавірусу. У червні Кіхіра оголосила, що додасть Брайана Орсера, тренера олімпійських чемпіонів Кім Йон А та Юдзуру Ханю, до своєї тренерської команди та розпочне тренування в Клубі крикету, катання та керлінгу Торонто, як тільки скасують обмеження на подорожі. Вона заявила, що мотивацією цієї зміни було бажання вдосконалити свою техніку та освоїти більший діапазон четверних стрибків. Проте обмеження на поїздки, які діяли до липня, змусили її відмовитися від планів.

#### Сезон 2020—2021
Кіхіру призначили брати участь в Internationaux de France, але змагання було скасовано через пандемію.
На Чемпіонаті Японії посіла перше місце.
На Чемпіонаті світу, який проходив з 24 по 27 березня 2021 року у Стокгольмі, Кіхіра посіла 7 місце з сумою балів 205,7. Вона посіла 2 місце за підсумком короткої програми, отримавши 79, 08 балів та програла своїй суперниці Анні Щербаковій менше двох балів. Під час довільної програми вона припустилася помилки, впала й посіла 9-те місце з сумою балів 126,62.
Згодом Ріку було включено до японської команди на Командному чемпіонаті світу 2021, де вона посіла четверте місце у короткій програмі і п'яте у довільній, а команда Японії виграла бронзову медаль.

#### Сезон 2021—2022
Кіхіра пошкодила праву щиколотку в липні, діагностовано як остеохондрольну проблему. У зв’язку з тим, що 7 вересня 2021 року канадський кордон знову відкрився для міжнародних мандрівників, 8 вересня стало відомо, що Ріка залишить свою швейцарську тренувальну базу зі Стефаном Ламб'єлем, щоб тренуватися в Торонто під керівництвом Брайана Орсера.
Кіхіра знялася з 2021 CS Asian Open Trophy, її першого призначеного змагання в сезоні, і її замінила Маї Міхара. Продовжуючи реабілітацію щиколотки, фігуристка знялася з Skate Canada International 2021, її першого Гран-прі, і її знову замінила Міхара. Пізніше Ріка відмовилася від участі в 2021 NHK Trophy, її замінила Мана Кавабе.
Кіхіра знялася з Чемпіонату Японії через перелом таранної кістки правої стопи, вперше виявлений у липні 2021 року. Вона висловила намір зосередитися на лікуванні відповідно до рекомендацій лікарів. У результаті фігуристка не змогла претендувати на місце в олімпійській збірній Японії.

#### Сезон 2022—2023
Продовжуючи лікувати травму, Ріка прийняла запрошення взяти участь у Japan Open. Змагаючись зі зниженим рівнем стрибків, вона була п’ятою серед шести учасниць, набравши 113,44 бала. Кіхіра була задоволена результатом, сказавши, що вона «трішки відновила свою витривалість» і «сподівається повністю відновитися» для Гран-прі.
Після Japan Open Кіхіра змогла повернутися до Клубу крикету, катання на ковзанах і керлінгу Торонто, щоб особисто тренуватися з тренером Брайаном Орсером протягом трьох тижнів напередодні Skate Canada International 2022. Ріка Кіхіра посіла п'яте місце на цьому змаганні. На Гран-прі Еспоо 2022 Кіхіра стала шостою в короткій програмі і четвертою в довільній, а в загальному заліку стала четвертою.
На Чемпіонаті Японії посіла 11 місце.

#### Сезон 2023—2024
Кіхіра мала брати участь у Skate Canada 2023, але не змогла повністю відновитися після травми та знялася зі змагання. Також вона заявила, що пропустить увесь сезон 2023/2024, щоб приділити час лікуванню травми, адже має намір відвідати Олімпійські ігри 2026 року в Мілані.

#### Сезон 2024—2025
У вересні 2024 року Кіхіра оголосила, що вже майже повністю відновилася від травми, але поки що не може брати участі у змаганнях, хоча вона тренуватиметься кожен день, щоб відновити спортивну форму. Відповідно, вона пропустить змагальний сезон 2024/2025.

## Техніка
Кіхіра вважається «ідеальною» фігуристкою завдяки поєднанню технічної та артистичної досконалостей. Аналітики високо оцінили виконання та якість її стрибків, ефективну техніку та виняткову дистанцію, швидкість обертання, ритм, легкість, якість приземлення та положення тіла. 
З сезону 2016—2017 стала включати потрійний аксель в свої програми. 
У фіналі юніорського Гран-прі 2017—2018 виконала каскад потрійний аксель і потрійний тулуп, ставши першою в світі жінкою, якій вдалося це зробити на змаганнях під егідою ISU . 
У січні 2019 року була опублікована відео, де Ріка Кіхіра на тренуванні виконує четверний тулуп, а також четверний сальхов.

## Програми
| Сезон     | Коротка програма                                                                                    | Довільна програма | Показові виступи                                                                                              |
| --------- | --------------------------------------------------------------------------------------------------- | --- | --- |
| 2022—2023 | - «The Fire Within» Дженніфер Томас. Хореограф-постановник Бенуа Рішо                               | - Музика з фільму «Титаник» Джеймс Хорнер. Хореограф-постановник Девід Вілсон | - «You Raise Me Up» Celtic Woman                                                                              |
| 2021—2022 | - «The Fire Within» Дженніфер Томас. Хореограф-постановник Бенуа Рішо                               | - Музика з фильму «Титаник» Джеймс Хорнер. Хореограф-постановник Девід Вілсон | |
| 2020—2021 | - «The Fire Within» Дженніфер Томас. Хореограф-постановник Бенуа Рішо                               | «International Angel of Peace»: - «O Virtus Sapientae» Хильдегарда Бингенська. У виконанні Маїі Бейзер - «Beirut Taxi» (з фільму «Сиріана»). Александр Деспла - «Wings of The Eagle» Uttara-kuru - «Caravans on the Move» Майк Бетт - «Mother Tongue» Dead Can Dance - «Sacred Stone» Sheila Chandra - «In A Moment Of Greatness» Larry Groupé. Хореограф-постановник Том Діксон - «Baby, God Bless You» Син'я Кийодзука. Хореограф-постановник Стефан Ламбель | - «Bebop and Lulu» Луїза Хоффстен - «2002» Енн-Марі                                                           |
| 2019—2020 | - «Breakfast In Baghdad» Ульф Вакеніус (у виконанні Юн Сун На). Хореограф-постановник Шей-Лінн Бурн | International Angel of Peace: - «O virtus sapientiae» Хільдегарда Бінгенська у виконанні Маїі Бейзер - «Beirut Taxi» Александр Деспла - «Wings of The Eagle» Uttara-Kuru - «Caravans on the Move» Майк Бетт - «Mother Tongue» Dead Can Dance - «Sacred Stone» Шейла Чандра - «In A Moment Of Greatness» Ларрі Груп. Хореограф-постановник Том Діксон | - «Spirit» - «Bigger» Beyoncé (з фільму «Король Лев») - "The Greatest" Sia. Хореограф-постановник Кеті Рід    |
| 2018—2019 | - «Clair de lune» Клод Дебюссі. Хореограф-постановник Девід Вілсон                                  | - «A Beautiful Storm» Дженніфер Томас - «Mercy in Darkness» Two Steps from Hell. Хореограф-постановник Том Діксон | - "Faded" Алан Вокер                                                                                          |
| 2017—2018 | - «Kung Fu Piano» The Piano Guys. Хореограф-постановник Том Діксон                                  | - «La strada» Ніно Рота (з фільму «Дорога»). Хореограф-постановник Джеффрі Баттл | - "La Vie en rose" Едіт Піаф - «Symphony» Clean Bandit, Зара Ларссон                                          |
| 2016—2017 | - "Циганка" Моріс Равель. Хореограф-постановник Джеффрі Баттл                                       | - "Rhapsody in Blue" Джордж Гершвін. Хореограф-постановник Том Діксон | - «Symphony» Clean Bandit, Зара Ларссон - "А Whole New World" Алан Менкен, Тім Райс (з мультфільму «Аладдін») |

## Спортивні досягнення

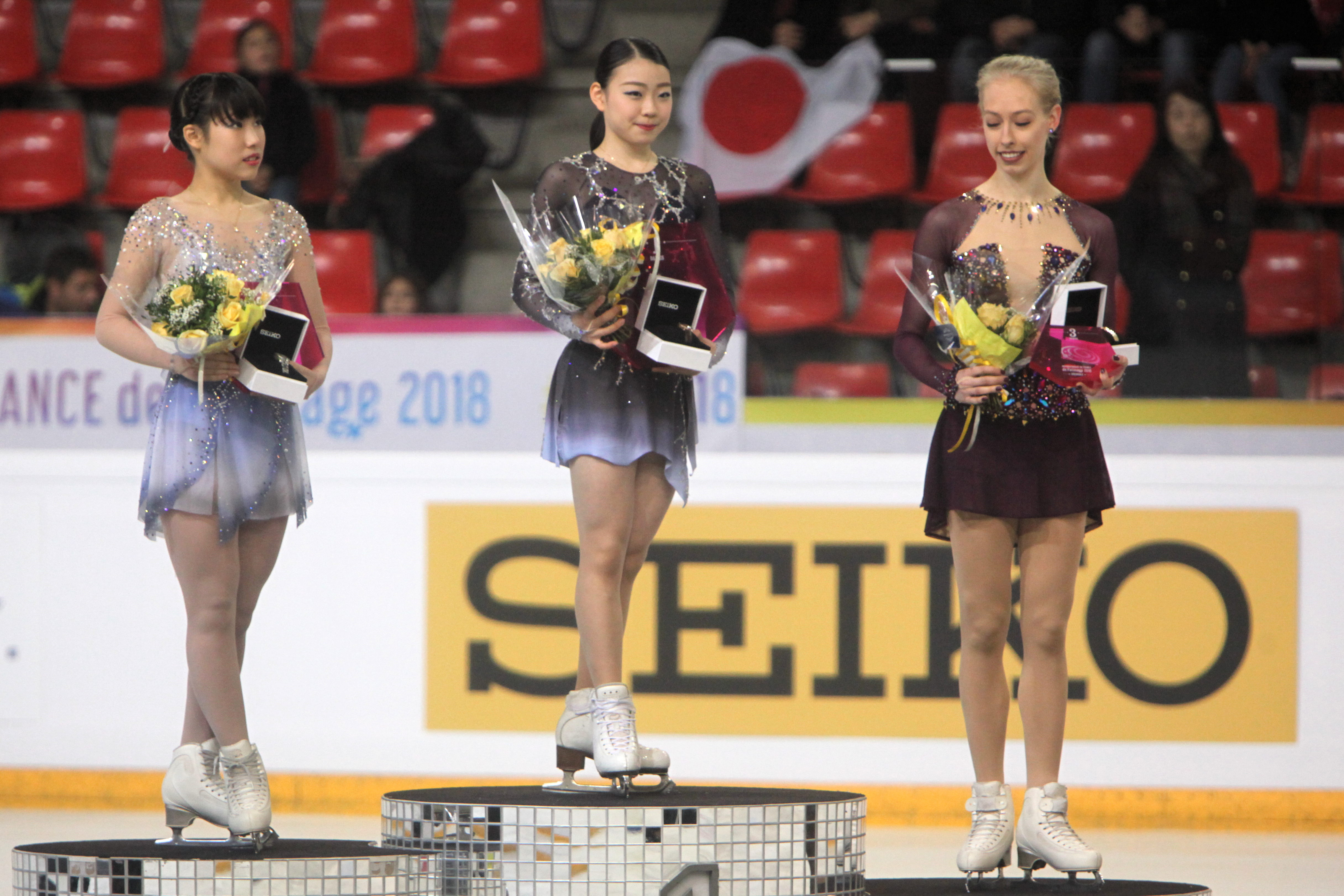
Призерки Гран-прі Франції 2018 (зліва направо): Маї Міхара (срібло), Ріка Кіхіра (золото), Брейді Теннелл (бронза)

| Змагання                                 | 15/16                    | 16/17                    | 17/18                    | 18/19                    | 19/20                    | 20/21                    | 21/22                    | 22/23                    |
| Міжнародні індивідуальні                 | Міжнародні індивідуальні | Міжнародні індивідуальні | Міжнародні індивідуальні | Міжнародні індивідуальні | Міжнародні індивідуальні | Міжнародні індивідуальні | Міжнародні індивідуальні | Міжнародні індивідуальні |
| ---------------------------------------- | ------------------------ | ------------------------ | ------------------------ | ------------------------ | ------------------------ | ------------------------ | ------------------------ | ------------------------ |
| Чемпіонат світу                          |                          |                          |                          | 4                        |                          | 7                        |                          |                          |
| Чемпіонат чотирьох континентів           |                          |                          |                          | 1                        | 1                        |                          |                          |                          |
| Фінал Гран-прі                           |                          |                          |                          | 1                        | 4                        |                          |                          |                          |
| Етап Гран-прі. Фінляндія.                |                          |                          |                          |                          |                          |                          |                          | 4                        |
| Етап Гран-прі. Internationaux de France  |                          |                          |                          | 1                        |                          |                          |                          |                          |
| Етап Гран-прі. NHK Trophy                |                          |                          |                          | 1                        | 2                        |                          |                          |                          |
| Етап Гран-прі. Skate Canada              |                          |                          |                          |                          | 2                        |                          |                          | 5                        |
| Челленджер. Autumn Classic International |                          |                          |                          |                          | 1                        |                          |                          |                          |
| Челленджер. Меморіал Ондрея Непела       |                          |                          |                          | 1                        |                          |                          |                          |                          |
| International Challenge Cup              |                          |                          |                          | 1                        | 1                        |                          |                          |                          |
| Міжнародні командні                      |                          |                          |                          |                          |                          |                          |                          |                          |
| Командний Чемпіонат світу                |                          |                          |                          | 2                        |                          | 3                        |                          |                          |
| Japan Open                               |                          |                          |                          |                          | 2                        |                          |                          | 1                        |
| Національні                              |                          |                          |                          |                          |                          |                          |                          |                          |
| Чемпіонат Японії                         |                          |                          | 3                        | 2                        | 1                        | 1                        |                          | 11                       |
| Чемпіонат Японії серед юніорів           | 11                       | 11                       | 1                        |                          |                          |                          |                          |                          |
| Міжнародні юніорські                     |                          |                          |                          |                          |                          |                          |                          |                          |
| Чемпіонат світу серед юніорів            |                          |                          | 8                        |                          |                          |                          |                          |                          |
| Фінал юніорського Гран-прі               |                          | 4                        | 4                        |                          |                          |                          |                          |                          |
| Етап юніорського Гран-прі. Італія        |                          |                          | 3                        |                          |                          |                          |                          |                          |
| Етап юніорського Гран-прі. Латвія        |                          |                          | 2                        |                          |                          |                          |                          |                          |
| Етап юніорського Гран-прі. Словенія      |                          | 1                        |                          |                          |                          |                          |                          |                          |
| Етап юніорського Гран-прі. Чехія         |                          | 2                        |                          |                          |                          |                          |                          |                          |
| Asian Trophy                             |                          |                          | 1                        |                          |                          |                          |                          |                          |